# Luciano Aranda
Luciano Aranda (fl. XX secolo) è stato un calciatore argentino, di ruolo attaccante.

## Caratteristiche tecniche
Giocava come ala destra.

## Carriera

### Club
Proveniente dal campionato di una federazione del nord del Paese, Aranda debuttò in massima serie nel 1931, in occasione del primo campionato professionistico argentino, con il Vélez Sarsfield. Durante la sua prima stagione giocò come ala destra, presenziando in 27 delle 34 giornate del torneo; con le sue 13 marcature fu il secondo miglior realizzatore della sua squadra dietro a Oscar Luppo, che ne segnò 14. Lasciò il club dopo la Primera División 1932, durante la quale giocò 21 incontri con 6 reti.